# ایرباس ای۳۳۰ ام‌آرتی‌تی
ایرباس ای۳۳۰ ام‌آرتی‌تی (انگلیسی: Airbus A330 MRTT) هواپیمای جت با کاربری سوخت‌گیری هوایی و ترابری است، که از سال ۲۰۰۷ تاکنون توسط شرکت ایرباس و بر پایه هواپیمای ایرباس ای۳۳۰ ساخته شده است. تاکنون ۲۶ فروند از هواپیمای ایرباس ای۳۳۰ ام‌آرتی‌تی به سفارش نیروی هوایی سلطنتی استرالیا، نیروی هوایی سلطنتی بریتانیا و نیروی هوایی سلطنتی سعودی تولید و تحویل داده شده است.